# Гармоні (Нью-Джерсі)
Гармоні (англ. Harmony) — переписна місцевість (CDP) в США, в окрузі Воррен штату Нью-Джерсі. Населення — 374 особи (2020).

## Географія
Гармоні розташоване за координатами 40°45′0″ пн. ш. 75°8′24″ зх. д. / 40.75000° пн. ш. 75.14000° зх. д. (40.750125, -75.140036).  За даними Бюро перепису населення США в 2010 році переписна місцевість мала площу 3,21 км², уся площа — суходіл.

## Демографія
Згідно з переписом 2010 року, у переписній місцевості мешкала 441 особа в 166 домогосподарствах у складі 126 родин. Густота населення становила 137 осіб/км².  Було 180 помешкань (56/км²).
Расовий склад населення:
| - 98,2 % — білих - 0,7 % — чорних або афроамериканців |

До двох чи більше рас належало 0,9 %. Частка іспаномовних становила 0,7 % від усіх жителів.
За віковим діапазоном населення розподілялося таким чином: 21,5 % — особи молодші 18 років, 64,7 % — особи у віці 18—64 років, 13,8 % — особи у віці 65 років та старші. Медіана віку мешканця становила 46,2 року. На 100 осіб жіночої статі у переписній місцевості припадало 93,4 чоловіків;  на 100 жінок у віці від 18 років та старших — 97,7 чоловіків також старших 18 років.
Середній дохід на одне домашнє господарство  становив 77 952 долари США (медіана — 63 571), а середній дохід на одну сім'ю — 77 836 доларів (медіана — 64 821). За межею бідності перебувало 2,9 % осіб, у тому числі 6,3 % дітей у віці до 18 років та 0,0 % осіб у віці 65 років та старших.
Цивільне працевлаштоване населення становило 162 особи. Основні галузі зайнятості: освіта, охорона здоров'я та соціальна допомога — 26,5 %, роздрібна торгівля — 21,6 %, будівництво — 17,3 %.